# Sebastian Jessen
Sebastian Buchardt Jessen (født 7. juli 1986) er en dansk skuespiller, der har medvirket i en lang række danske film og tv-serier, såsom Albert (1998), Kærlighed ved første hik-serien (1999, 2001 og 2003), Rich Kids (2007), 2900 Happiness (2008-2009), Den skaldede frisør (2012), Mens vi lever (2017) og Alfa (2020).
Han er storebror til skuespiller Andreas Jessen.

## Opvækst
Jessen blev født den 7. juli 1986 som søn af Ole Jessen, ejendomsmægler og Annette Jessen, laborant, og han voksede op i Gladsaxe sammen med sin lillebror, Andreas Jessen (f. 1989). Som 7-årig tog hans mor ham med til en fremførelse af Skatteøen på Folketeatret og Jessens interesse for skuespil opstod. Han blev efterfølgende meldt ind i teaterforeningen Gawenda, hvor han var medlem fra han var 9 til 21 år gammel. Han fik som 10-årig sin professionelle debut som snefnug, nisse og fattigbarn i Peters Jul på Amager Scenen, og året efter indtog han hovedrollen som Peter.
Han debuterede på film som 12-årig i filmatiseringen af Ole Lund Kirkegaards bog Albert i 1998, hvor han spillede Egon. Året efter, i 1999, spillede han med i den succesfulde ungdomsfilm Kærlighed ved første hik, hvor han spillede den kvindelige hovedpersons lillebror, Brian. Rollen som den ene del af det drillende og handlekraftige makkerpar, indtog han igen i de to efterfølgere Anja og Viktor (2001) og Anja efter Viktor (2003). Udover disse havde han også mindre roller i filmene Mirakel (2000), Blinkende lygter (2000), Olsen-banden Junior (2001) og Bertram & Co. (2002)

## Karriere
Jessen er autodidakt skuespiller og har aldrig søgt ind på teaterskolerne, men han har taget en toårig uddannelse i markedsføring som han fuldførte i 2007. I 2006 medvirkede han i ungdomsfilmen Supervoksen, hvor han spillede storebror til Rebekka.
I 2007 medvirkede han i Rune Bendixens ungdomsfilm Rich Kids, hvor han spillede den rige og triste Simon, der sammen med sine ligesindede rige unge venner famler rundt i Københavns luksuriøse og hårde natteliv. Filmen modtog overvejende negative anmeldelser og blev ikke en kommerciel succes. I perioden fra 2008 til 2009 medvirkede Jessen i drama-serien 2900 Happiness, som omhandler den rige familie Von Bech, der bor i Danmarks dyreste postnummer 2900 (Hellerup). Serien, der følger familiens medlemmer og deres liv gennem svig, magtkampe, stofmisbrug etc. blev et publikumshit, og Jessen medvirkede som Thorleif i 45 afsnit fordelt på sæson 2 og 3.
Jessen medvirkede i 2010 i Mikkel Munch-Fals' filmdebut Smukke mennesker, hvor han spillede den unge og forsømte Jonas, der tjener penge på at være prostitueret. Jessens præstation modtog stor ros, og filmen modtog overvejende positive anmeldelser. Året efter, i 2011, medvirkede han i dramaet Dreng, instrueret af Peter Gantzler, hvor han spiller unge, usikre og attraktive Christian, der under et sommerferiejob møder og indleder et stormfuldt forhold til den noget ældre Sanne. Filmen modtog positive anmeldelser, heriblandt til Jessens præstation. Samme år medvirkede han i to afsnit af DR's succesfulde politiske drama-serie Borgen.
I 2012 spillede Jessen med i Susanne Biers komedie Den skaldede frisør, hvor han spiller sønnen Patrick, der skal giftes, og hvis far er den succesfulde og attraktive forretningsmand Phillip, som spilles af Pierce Brosnan. Filmen, der blev en stort biografhit, havde også Trine Dyrholm, Kim Bodnia og Molly Egelind på rollelisten. Året efter i 2013 medvirkede han i krimi-dramaet 4Reality af Jacqueline Landau, hvor han spillede rollen som Kenny, der vågner op i en skov, dækket af blod med en anklage om at have begået et mord uden erindring om, hvad der er sket.
I perioden 2014 til 2015 spillede Jessen den ene hovedrolle overfor Julie Zangenberg i dramaserien Heartless, som det forældreløse tvillingepar Sebastian og Sofie, der grundet en forbandelse, kun kan overleve ved at suge livskraft fra mennesker. Serien, der også havde Nicolaj Kopernikus og Allan Hyde på rollelisten, modtog stor ros og blev sammenlignet med filmen En vampyrs bekendelser og tv-serien Hemlock Grove. Serien, der blev sendt i otte afsnit fordelt på to sæsoner, blev sendt på Kanal 5. Året efter spillede Jessen igen overfor Zangenberg i sitcommen Hedensted High, hvor han spillede den selvglade og handlekraftige Morten, der sammen med sin ven Kaare forsøger at score den søde, men modvillige Katrine. Serien, der blev sendt i seks afsnit på streamingtjenesten Dplay, modtog overvejende negative anmeldelser.
I 2017 medvirkede han i Mehdi Avaz' instruktørdebut Mens vi lever i hovedrollen som Kristian, der efter at være involveret i en fatal trafikulykke, hvor hans bedste ven omkommer, bebrejdes for ulykken. Filmen, der er baseret på virkelige hændelser blev modtaget med positive anmeldelser og adskillige priser og nomineringer. Jessen modtog heriblandt sine første Bodil- og Robert-nomineringer for bedste mandlige hovedrolle, samt en Zulu Award-nominering for årets danske skuespiller. Filmen blev udviklet med finansiering fra Rådet for Sikker Trafik, som valgte at støtte projektet grundet filmens omdrejningspunkt og dets skildring af påvirkningen af både de involverede og de pårørende efter en fatal trafikulykke.
I 2018 medvirkede Jessen i Kasper Torstings instruktørdebut I krig & kærlighed i hovedrollen som soldaten Esben, der efter tre år ved fronten under 1. verdenskrig fingerer sin egen død, så han kan vende hjem til sin hustru og søn. Hjemme er der dog langt fra idyl, da tysk officer har charmeret sig ind på Esbens hustru og forsøger at bejle til hende, og Esben, der må holde sig skjult på husets loft, må forsøge at redde sin familie. Filmen, der var den første danske film til at foregå under 1. verdenskrig og havde et budget på 42 mio., blev modtaget med blandede anmeldelser. I mellem 2017-2018 medvirkede Jessen også i enkelte afsnit af tv-drama-serien Herrens veje. I 2019 havde han en mindre rolle i Mehdi Avaz' drama Kollision.
I 2020 spillede Jessen over for sin egen lillebror, Andreas Jessen, i drama-serien Alfa, som er skabt af Milad Avaz i samarbejde med sin bror Mehdi Avaz. I serien spillede Jessen og Jessen de to brødre Adam og Jakob, der mødes efter flere år til deres fars begravelse, hvor de bliver mindet om deres ungdom, hvor de kom i det kriminelle narkomiljø i hjembyen Helsinge. De to brødre er siden gået hver deres vej; Adam som børsmægler og Jakob som politibetjent, men de lokkes nu tilbage til miljøet af gamle kammerater. Med i serien medvirkede også Ari Alexander og Besir Zeciri, og serien blev modtaget med positive anmeldelser. Samme år optrådte Jessen også i TV 2s miniserie, Grethes jul, hvor han spiller den deprimerede og sørgelige Henrik, der med hjælp fra Grethe, spillet af Peter Frödin, får kontakt til sin far igen og finder kærligheden.

## Privatliv
Jessen blev gift med Karin Buchardt Jessen den 30. april 2016 i Sundby Kirke efter de mødte hinanden under hans uddannelse i markedsføring i 2007. De har sammen to sønner, Hector (f. 2014) og Wilhelm (f. 2019)

## Filmografi

### Film
| År   | Film                     | Rolle              |
| ---- | ------------------------ | ------------------ |
| 1998 | Albert                   | Egon               |
| 1999 | Kærlighed ved første hik | Brian Poulsen      |
| 1999 | Falkehjerte              |                    |
| 2000 | Blinkende lygter         | Christian          |
| 2000 | Mirakel                  | Michael Mick       |
| 2001 | Anja og Viktor           | Brian Poulsen      |
| 2001 | Olsen-banden Junior      | Kenneth            |
| 2002 | Bertram & Co.            | Oscar              |
| 2003 | Anja efter Viktor        | Brian Poulsen      |
| 2006 | Supervoksen              | Rebekkas storebror |
| 2007 | Rich Kids                | Simon              |
| 2010 | Smukke mennesker         | Jonas              |
| 2011 | Dreng                    | Christian          |
| 2012 | Den skaldede frisør      | Patrick            |
| 2013 | 4Reality                 | Kenny              |
| 2017 | Mens vi lever            | Kristian           |
| 2018 | I krig & kærlighed       | Esben              |
| 2019 | Kollision                | Frederik           |
| 2022 | Toscana                  | Zeuten             |
| 2023 | A Beautiful Life         | Oliver             |

### Tv-serier
| År        | Tv-serie       | Rolle                                 |
| --------- | -------------- | ------------------------------------- |
| 2002      | Ras og Kathy   | Ras                                   |
| 2003      | Forsvar        | Tobias Biel                           |
| 2008      | Album          | Lars Rolsted (som ung)                |
| 2008-2009 | 2900 Happiness | Thorleif Adelson                      |
| 2011      | Borgen         | Mikkel, fotografpraktikant på Ekspres |
| 2014-2015 | Heartless      | Sebastian Nielsen                     |
| 2015      | Hedensted High | Morten                                |
| 2017-2018 | Herrens Veje   | Emil Bonde                            |
| 2020      | Alfa           | Jakob                                 |
| 2020      | Grethes jul    | Henrik                                |
| 2021      | Overleverne    | Anders                                |

### Udvalgt tegnefilmsdub
| År   | Titel                             | Rolle                   |
| ---- | --------------------------------- | ----------------------- |
| 2000 | Yu-Gi-Oh!                         | Joey Wheeler            |
| 2000 | Hjælp! Jeg er en fisk             | Svip                    |
| 2001 | Peter Pan - Tilbage til Ønskeøen  | Peter Pan               |
| 2001 | Harry Potter og De Vises Sten     | Fred og George Weasley  |
| 2007 | TMNT                              | Raphael                 |
| 2008 | Star Wars: The Clone Wars         | Anakin Skywalker        |
| 2009 | Beyblade                          | Kai Hiwatari            |
| 2012 | Ultimate Spider-Man               | Peter Parker/Spider-Man |
| 2013 | Hulk and the Agents of S.M.A.S.H. | Peter Parker/Spider-Man |